# U.S. 셀룰러 콜리시엄
U.S. 셀룰러 콜리시엄(U.S. Cellular Coliseum)는 미국 일리노이주 블루밍턴에 위치한 실내 경기장이다. 과거 CHL 블루밍턴 프레러선더와 SPHL 블루밍턴 선더의 홈경기장으로 사용했다.